# Tagebuch einer Pariser Affäre
Tagebuch einer Pariser Affäre, Originaltitel Chronique d’une liaison passagère (dt.: „Chronik einer vorübergehenden Liaison“, internationaler Titel: Diary of a Fleeting Affair), ist ein französischer Spielfilm von Emmanuel Mouret aus dem Jahr 2022.
Die romantische Tragikomödie wurde beim Filmfestival von Cannes im Mai 2022 uraufgeführt. Kinostart in Frankreich war der 14. September 2022 und in Deutschland der 23. März 2023.

## Handlung
Die alleinerziehende Mutter Charlotte und der verheiratete Simon verlieben sich ineinander. Beide sind fest entschlossen, nur eine sexuelle Affäre miteinander zu beginnen und dabei romantische Gefühle außen vor zu lassen. Mit der Zeit werden aber beide von den starken Gefühlen füreinander überrascht.

## Produktion und Veröffentlichung
Tagebuch einer Pariser Affäre ist der elfte Spielfilm von Emmanuel Mouret, für den er gemeinsam mit Pierre Giraud auch das Drehbuch verfasste. Mouret vertraute nach dem vorangegangenen Erfolg seines Films Leichter gesagt als getan (2020) erneut auf Produzent Frédéric Niedermayer, auf Kameramann Laurent Desmet, seit Küss mich bitte! von 2007 Mourets bevorzugter Kameramann, und auf Vincent Macaigne und Sandrine Kiberlain in den Hauptrollen.
Beteiligt an der Produktion waren u. a. Arte cinema, Canal+ und Ciné+. Die Produktionskosten werden mit 3,3 Mio. Euro angegeben.
Noch vor Bekanntgabe eines Kinostarts wurde Tagebuch einer Pariser Affäre als möglicher Beitrag für das Filmfestival von Cannes im Mai 2022 gehandelt. Tatsächlich wurde der Film in die Sektion Cannes Premières eingeladen, wo am 21. Mai seine Premiere erfolgte. In Deutschland wurde der Film im November 2022 als Eröffnungsfilm des Internationalen Filmfestivals Mannheim-Heidelberg gezeigt. Kinostart in Frankreich war der 14. September 2022 und in Deutschland der 23. März 2023. Am 10. August 2023 erschien der Film in Deutschland auf DVD.

## Rezeption

### Kritik
Bei Allociné, dem französischen Filmportal, erhielt der Film eine Bewertung von 4,5 von 5 Sternen auf der Grundlage von 34 Filmkritiken.
Die Taz widmet dem Film eine ausführliche und rundum positive Kritik und schreibt, in der Kunst, von der Liebe zu erzählen, sei Mouret ein „großer Meister“, dem es gelinge, „moralisch […] verwickelnden Konstellationen der Liebe mit Diskursen auf der Höhe der Theorie- und Romanliteratur zum Thema zu verbinden“. Wie in allen seinen vorhergehenden Filmen gehe es um die Liebe, um Affären und Beziehungen, um „Gefühle, die durcheinandergeraten“. Mit dem Klischee „typisch französisch“ habe der Film aber nichts zu tun, es gelinge ihm vielmehr, die Figuren so ins Spiel zu bringen, dass sie nie konstruiert, und das Komische und auch das möglicherweise Tragische nie plump wirkten.

### Auszeichnungen
Im Rahmen seiner Premiere in Cannes wurde Tagebuch einer Pariser Affäre für die Queer Palm nominiert. Vincent Macaigne erhielt eine César-Nominierung.